# Río Gas
Río Gas este o arie protejată (arie specială de conservare — SAC, sit de importanță comunitară — SCI) din Spania întinsă pe o suprafață de 42,79 ha, integral pe uscat.

## Localizare
Centrul sitului Río Gas este situat la coordonatele 42°33′54″N 0°31′36″W / 42.5649°N 0.526558°V.

## Înființare
Situl Río Gas a fost declarat sit de importanță comunitară în iulie 2000 pentru a proteja 4 specii de animale. Situl a fost protejat și ca arie specială de conservare în februarie 2021.

## Biodiversitate
Situată în ecoregiunea mediteraneană, aria protejată conține 1 habitat natural: Râuri de munte și vegetația lor lemnoasă cu Salix elaeagnos.
La baza desemnării sitului se află mai multe specii protejate:
- mamifere (1): vidră de râu (Lutra lutra)
- pești (3): Achondrostoma arcasii, Cobitis calderoni, Parachondrostoma miegii

Pe lângă speciile protejate, pe teritoriul sitului au mai fost identificate 3 specii de plante, 18 specii de păsări, 3 specii de amfibieni, 3 specii de mamifere, 2 specii de pești.